# Gurness-Messer
Das Gurness-Messer ist ein archäologischer Fund, der 1931 bei Ausgrabungen des Broch von Gurness, auf der Orkneyinsel Mainland, in Schottland entdeckt wurde. Es handelt sich um ein Messer, in dessen Griff Ogham-Zeichen eingeritzt sind. Der Griff wurde aus dem Knochen eines Wals gefertigt. Das Gurness-Messer wird im Schottischen Nationalmuseum in Edinburgh aufbewahrt und auf 400 bis 800 n. Chr. datiert.

## Beschreibung
Die erhaltene Gesamtlänge des Gurness-Messers beträgt 15 cm. Die Eisenklinge ist stark korrodiert und war ursprünglich 8,8 cm lang, 1,8 cm breit und 6 mm dick. Der beidseitig beschriftete Griff ist sehr gut erhalten. Er ist 7,2 cm lang, 1,5 cm breit und 1,2 cm dick.
Das Gurness-Messer weist eine vollständige Inschrift auf. Es gibt keine Anzeichen, dass Ogham-Zeichen abgebrochen sind. Lediglich ein kleiner Teil eines Zeichenstrichs in der Nähe des Griffes fehlt, wobei aber die Erkennbarkeit nicht beeinträchtigt ist.

## Inschrift
Hinsichtlich der Übertragung der Zeichen kommt die Fachwissenschaft zu unterschiedlichen Lesungen. Die schottische Historikerin Katherine Stuart Forsyth schlägt u. a. IN(e/c)IT( /a)TEM(o/om/ob/u/e/?)N( /.)MATS vor (Kleinbuchstaben sind von Forsyth vorgenommene Ergänzungen für nicht eindeutig lesbare Zeichen). Das Schottische Nationalmuseum schließt sich in seiner Fundbeschreibung Forsyth an und gibt IN...IT...TEM... MATS an, wobei die gemäß Forsyth verschiedenen denkbaren Ergänzungen ausgelassen werden. Eine eindeutige Übersetzung der Ogham-Inschrift ist nicht möglich. Es wird jedoch in der Forschung vorwiegend eine in der Inschrift enthaltene Namensangabe des Messerbesitzers vermutet.

## Besonderheit
Das Messer gehört zu den bis heute in der Ogham-Fachliteratur nur zwölf erwähnten Kleinfunden, bei denen die Ogham-Zeichen nicht in Steinplatten und Steinsäulen (etwa 400), sondern in kleine Objekte (Alltagsgegenstände) eingeritzt sind. Davon wurden vier in Schottland entdeckt, nämlich das Bac-Mhic-Connain-Messer und das Bornais-Knochenplättchen auf den Äußeren Hebriden sowie die Buckquoy-Spinnwirtel und das Gurness-Messer auf den Orkney-Inseln.